# مهالسا
مهالَسا (بالمراثية: म्हाळसा)‏، و(بالإنجليزية: Mhalsa)‏، هي إلهة ثانوية في الأساطير الهندوسية. وقرينة الإله الشعبي خاندوبا، والذي هو شكل من أشكال الإله شيفا. وصورة من صور الإلهة بارفاتي. عُبدت محليًّا في مدينة جيجوري في منطقة بونا في ولاية ماهاراشترا، غرب الهند. واسمها يعني :مَن تحمل زهرة لوتس".